# Arcidiocesi di Kisangani
L'arcidiocesi di Kisangani (in latino Archidioecesis Kisanganiensis) è una sede metropolitana della Chiesa cattolica nella Repubblica Democratica del Congo. Nel 2023 contava 1.024.700 battezzati su 2.227.740 abitanti. È retta dall'arcivescovo Marcel Utembi Tapa.

## Territorio
L'arcidiocesi comprende i seguenti territori della Repubblica Democratica del Congo: nella provincia di Tshopo una parte dei territori di Bafwasende, Banalia, Basoko, Isangi, Opala e Ubundu, oltre che alla città di Kisangani; nella provincia di Maniema una parte del territorio di Lubutu; e una piccola porzione della provincia del Kivu Nord.
Sede arcivescovile è la città di Kisangani, dove si trova la cattedrale di Nostra Signora del Rosario.
Il territorio è suddiviso in 41 parrocchie.

## Storia
La prefettura apostolica di Stanley Falls fu eretta il 3 agosto 1904 con il decreto Cum in generalibus di Propaganda Fide, ricavandone il territorio dal vicariato apostolico del Congo belga (oggi arcidiocesi di Kinshasa).
Il 10 marzo 1908 la prefettura apostolica fu elevata a vicariato apostolico con il breve Ex hac Beati Petri di papa Pio X.
Il 27 giugno 1922 e il 9 aprile 1934 cedette porzioni del suo territorio a vantaggio dell'erezione rispettivamente della prefettura apostolica del Lago Alberto (oggi diocesi di Bunia) e della missione sui iuris di Beni nel Congo belga (oggi diocesi di Butembo-Beni).
Il 10 marzo 1949 cedette un'altra porzione di territorio a vantaggio dell'erezione del vicariato apostolico di Wamba (oggi diocesi) e nel contempo cambiò il proprio nome in vicariato apostolico di Stanleyville.
Il 14 giugno 1951 e il 23 aprile 1956 cedette ulteriori porzioni di territorio a vantaggio dell'erezione rispettivamente della prefettura apostolica di Isangi e del vicariato apostolico di Kindu (oggi entrambi diocesi).
Il 10 novembre 1959 il vicariato apostolico fu elevato al rango di arcidiocesi metropolitana con la bolla Cum parvulum di papa Giovanni XXIII.
Il 30 maggio 1966 ha assunto l'attuale nome di arcidiocesi di Kisangani.

## Cronotassi dei vescovi
Si omettono i periodi di sede vacante non superiori ai 2 anni o non storicamente accertati.
- Émile-Gabriel Grison, S.C.I. † (3 agosto 1904 - 28 marzo 1933 dimesso)
- Camille Verfaillie, S.C.I. † (1º febbraio 1934 - marzo 1958 dimesso)
- Nicolas Kinsch, S.C.I. † (7 maggio 1958 - 26 settembre 1967 dimesso[2])
- Augustin Fataki Alueke † (26 settembre 1967 - 1º settembre 1988 ritirato)
- Laurent Monsengwo Pasinya † (1º settembre 1988 - 6 dicembre 2007 nominato arcivescovo di Kinshasa)
- Marcel Utembi Tapa, dal 28 novembre 2008

## Statistiche
L'arcidiocesi nel 2023 su una popolazione di 2.227.740 persone contava 1.024.700 battezzati, corrispondenti al 46,0% del totale.
| anno | popolazione | popolazione | popolazione | presbiteri | presbiteri | presbiteri | presbiteri                | diaconi | religiosi | religiosi | parrocchie |
| anno | battezzati  | totale      | %           | numero     | secolari   | regolari   | battezzati per presbitero | diaconi | uomini    | donne     | parrocchie |
| ---- | ----------- | ----------- | ----------- | ---------- | ---------- | ---------- | ------------------------- | ------- | --------- | --------- | ---------- |
| 1950 | 132.666     | 442.750     | 30,0        | 96         | 6          | 90         | 1.381                     |         | 17        | 97        | 19         |
| 1970 | 230.000     | 557.300     | 41,3        | 47         | 9          | 38         | 4.893                     |         | 64        | 51        | 24         |
| 1980 | 294.000     | 800.000     | 36,8        | 55         | 8          | 47         | 5.345                     |         | 75        | 68        | 32         |
| 1990 | 458.881     | 970.000     | 47,3        | 86         | 23         | 63         | 5.335                     |         | 125       | 118       | 40         |
| 1997 | 575.020     | 1.265.000   | 45,5        | 91         | 34         | 57         | 6.318                     |         | 94        | 99        | 39         |
| 2013 | 805.000     | 1.677.000   | 48,0        | 113        | 62         | 51         | 7.123                     |         | 220       | 388       | 42         |
| 2016 | 975.000     | 1.841.000   | 53,0        | 104        | 63         | 41         | 9.375                     |         | 177       | 156       | 32         |
| 2019 | 951.200     | 1.962.200   | 48,5        | 105        | 58         | 47         | 9.059                     |         | 138       | 167       | 32         |
| 2021 | 959.340     | 2.085.660   | 46,0        | 60         | 60         |            | 15.989                    |         | 99        | 173       | 32         |
| 2023 | 1.024.700   | 2.227.740   | 46,0        | 120        | 62         | 58         | 8.539                     | 150     | 188       | 41        |            |